# Harold Young (réalisateur)
Pour les articles homonymes, voir Young.
Harold Young est un monteur et réalisateur américain né le 13 novembre 1897 à Portland, et mort le 3 mars 1972 à  Beverly Hills (Californie).

## Filmographie

### Cinéma
- 1926 : L'Athlète incomplet (The Strong Man) de Frank Capra (monteur)
- 1934 : Leave It to Blanche
- 1934 : Too Many Millions (en) d'Harold Young
- 1934 : Le Mouron rouge (The Scarlet Pimpernel)
- 1935 : L'Emprise du passé (Without Regret) d'Harold Young
- 1936 : Woman Trap
- 1936 : Ma femme américaine (My American Wife)
- 1937 : Let Them Live
- 1937 : 52nd Street
- 1938 : Little Tough Guy
- 1938 : Tempête (The Storm)
- 1938 : Newsboys' Home
- 1939 : Code of the Streets
- 1939 : The Forgotten Woman
- 1939 : Hero for a Day
- 1939 : Sabotage
- 1940 : Dreaming Out Loud
- 1941 : Bachelor Daddy
- 1941 : Swing It Soldier
- 1942 : Juke Box Jenny
- 1942 : Rubber Racketeers
- 1942 : There's One Born Every Minute
- 1942 : La Tombe de la Momie (The Mummy's Tomb)
- 1943 : Hi'ya, Chum (en) de Harold Young
- 1943 : Hi, Buddy
- 1943 : La Kermesse des gangsters (I Escaped from the Gestapo)
- 1943 : Spy Train
- 1944 : Machine Gun Mama
- 1945 : I'll Remember April
- 1945 : Song of the Sarong
- 1945 : Les Yeux qui tuent (The Frozen Ghost)
- 1945 : Phantoms, Inc.
- 1945 : The Jungle Captive
- 1947 : Citizen Saint
- 1954 : Roogie's Bump
- 1957 : Carib Gold

### Télévision
- 1954 : The Lie
- 1961 : Witchcraft